# Holod, Bihor
Holod este satul de reședință al comunei cu același nume din județul Bihor, Crișana, România.

## Personalități locale
- Iosif Vulcan (1841-1907), scriitor.
- Valeriu Magher (1890 - 1975), deputat în Marea Adunare Națională de la Alba Iulia 1918

## Educație și sport
Satul Holod dispune de un teren natural de fotbal (100 m), un teren 5+1 sintetic și o sală de sport la care in curând se vor finaliza lucrările și va putea fi dată î folosință. Terenul sintetic este plasat aproximativ în centrul satului în curtea școlii cu clasele I-VIII Holod, ceva mai jos este terenul natural, iar sala de sport se găsește la ieșirea din sat (ieșirea din spre Tinca).

## Râul Holod
Râul Holod este un curs de apă, afluent al râului Crișul Negru. Cursul superior al râului, amonte de localitatea Luncasprie este cunoscut sub denumirea de Râul Vida.